# Botrytis cryptomeriae
Botrytis cryptomeriae är en svampart som beskrevs av Kitaj. 1951. Botrytis cryptomeriae ingår i släktet Botrytis och familjen Sclerotiniaceae.   Inga underarter finns listade i Catalogue of Life.